# Aerograd
Aerograd (ros. Аэроград) – radziecki film z 1935 roku w reżyserii Ołeksandra Dowżenki. Jest to opowieść o budowie na Dalekim Wschodzie miasta, które miało stać się twierdzą broniącą granic państwa socjalistycznego.

## Obsada
- Stepan Szahajda – Stiepan Głuszak
- Siergiej Stolarow – Władimir Głuszak
- Stepan Szkurat – Wasil Chudiakow
- Nikon Tabunasow – młody Czukcza
- Leonid Kan – japoński dywersant
- Boris Dobronrawow – Anikij Szawanow
- Jelena Maksimowa – Marija Kudina
- Władimir Uralski – Jefim Kosa
- Jekatierina Korczagina-Aleksandrowska
- Jewgienija Mielnikowa – epizodystka
- G. Coj – partyzant Wan-Lin
- I. Kim – japoński dywersant